# Finale de la Coupe du monde de football 2018
La finale de la Coupe du monde de football 2018 est le match de football concluant la 21e Coupe du monde, organisée en Russie. Elle a eu lieu le dimanche 15 juillet 2018 au stade Loujniki de Moscou, à 18h.
Elle oppose l'équipe de France à celle de Croatie et voit la victoire française 4 buts à 2. Lors de la première mi-temps, Mario Mandžukić marque contre son camp de la tête sur un coup franc tiré par Antoine Griezmann, avant qu'Ivan Perišić n'obtienne l'égalisation. La France reprend l'avantage sur un penalty transformé par Griezmann et mène deux buts à un à la pause. En deuxième période, et en l'espace de six minutes, Paul Pogba et Kylian Mbappé sont les auteurs de tirs victorieux pour porter le score à 4-1, que Mandžukić réduit ensuite, profitant d'une erreur d'Hugo Lloris.
La France est la première équipe à marquer quatre buts en finale depuis le Brésil en 1970 et remporte une deuxième étoile après sa victoire en 1998. Antoine Griezmann est désigné « homme du match » après la finale, alors que la FIFA honore Luka Modrić comme meilleur joueur de la compétition, et Kylian Mbappé comme meilleur jeune joueur. Didier Deschamps devient pour sa part le troisième footballeur après Mário Zagallo et Franz Beckenbauer à avoir gagné le trophée comme joueur puis comme sélectionneur.

## Contexte
La France joue sa troisième finale de Coupe du monde après celle remportée en 1998 face au Brésil sur le score de 3 à 0 (le sélectionneur Didier Deschamps était alors le capitaine des Bleus) et celle de 2006 face à l'Italie, où le titre s'est joué aux tirs au but (victoire italienne 5 à 3), alors que la rencontre s'était achevée après 120 minutes de jeu sur le score de 1 à 1. La France est la seule équipe à avoir atteint trois finales lors des six dernières éditions (le Brésil et l'Allemagne les ont atteintes deux fois seulement, en 1998 et 2002 pour les premiers, 2002 et 2014 pour les seconds). Ainsi, avec trois finales jouées en tout depuis le début de la Coupe du monde en 1930, la France se situe à égalité avec les Pays-Bas (3 finales, aucune remportée), mais derrière l'Argentine (6 finales dont 3 remportées), l'Italie (6 finales dont 4 remportées), le Brésil (7 finales dont 5 remportées) et l'Allemagne (8 finales dont 4 remportées).
La Croatie, en revanche, joue pour la première fois de son histoire une finale de Mondial. Pour parvenir à se qualifier pour cette finale, les Croates ont disputé les prolongations lors de chacun des 3 matchs à élimination directe (1/8e, 1/4 et 1/2) et disposent d'un jour de moins de récupération, ce qui pose la question de leur état de fatigue. Le meilleur résultat de la Croatie avant ce mondial 2018 était une troisième place obtenue lors de la Coupe du monde 1998 à la suite d'une demi-finale perdue deux buts à un contre la France.
Les deux équipes se rencontrent pour la sixième fois (trois précédentes victoires françaises et deux matchs nuls).

## Avant-match
|  |

L'arbitre désigné par la FIFA est l'Argentin Néstor Pitana. Il a déjà arbitré les deux équipes au cours de la compétition : le huitième de finale Croatie-Danemark le 1er juillet 2018 puis le quart de finale Uruguay-France disputé à Nijni Novgorod. Il est assisté par ses compatriotes Hernán Maidana et Juan Pablo Belatti. Le Néerlandais Björn Kuipers est le quatrième arbitre et son compatriote Erwin Zeinstra désigné arbitre assistant de réserve.
L'Italien Massimiliano Irrati est chargé de l'arbitrage vidéo. Il est assisté de l'Argentin Mauro Vigliano, du Chilien Carlos Astroza et du Néerlandais Danny Makkelie.
La cérémonie de clôture, débutant une demi-heure avant le coup d'envoi, est animée par Will Smith, Nicky Jam et Era Istrefi qui chantent Live It Up, l'hymne officiel de cette Coupe du monde. On y retrouve également Ronaldinho en tant qu'invité surprise, jouant du djembé sur Kalinka. Philipp Lahm, capitaine de l'équipe d'Allemagne gagnante de l'édition précédente, entre dans le Stade Loujniki avec le trophée de la Coupe du monde qui est posé sur un piédestal au bord du terrain.

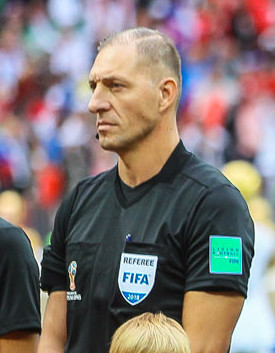
Néstor Pitana, l'arbitre argentin de la finale.
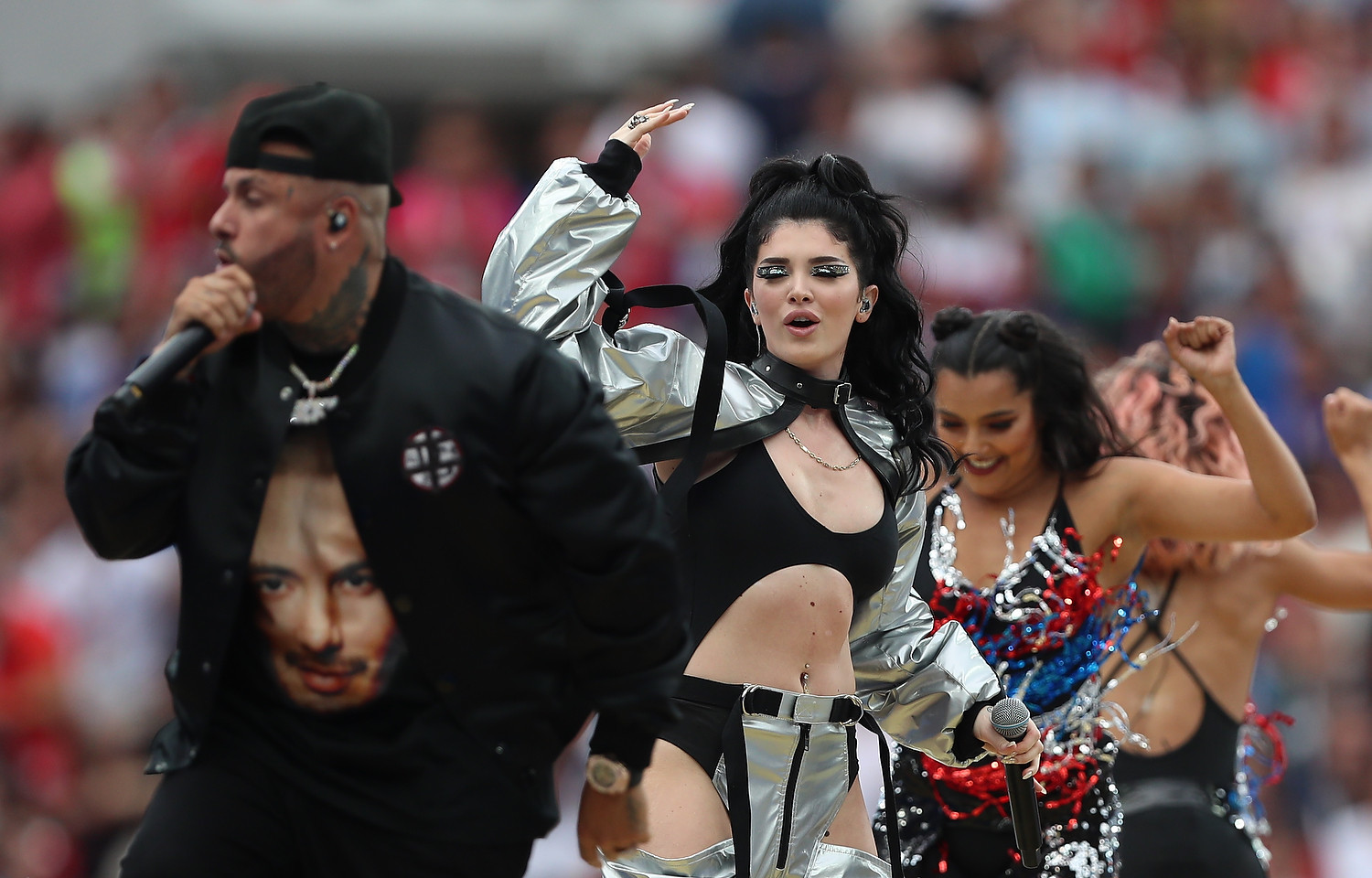
Nicky Jam et Era Istrefi chantant l'hymne officiel de la compétition.
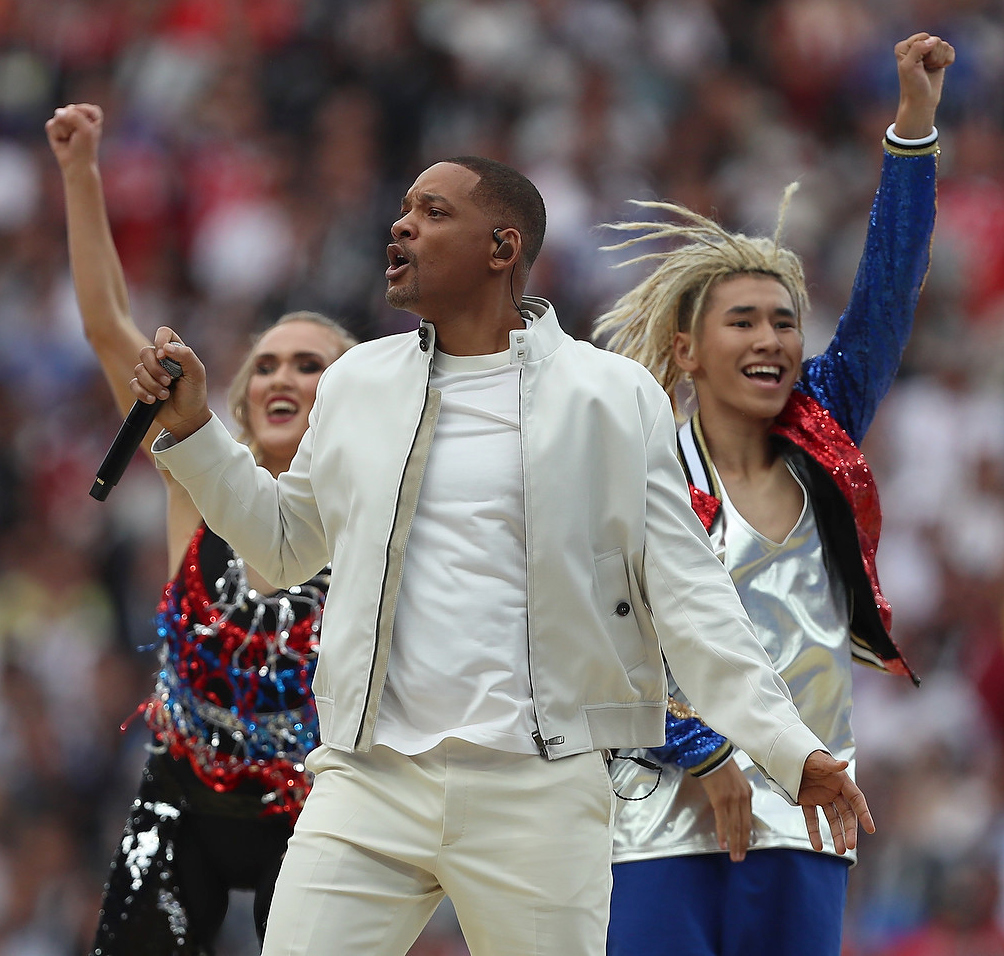
Will Smith participant à la cérémonie de clôture.

## Parcours respectifs

### France

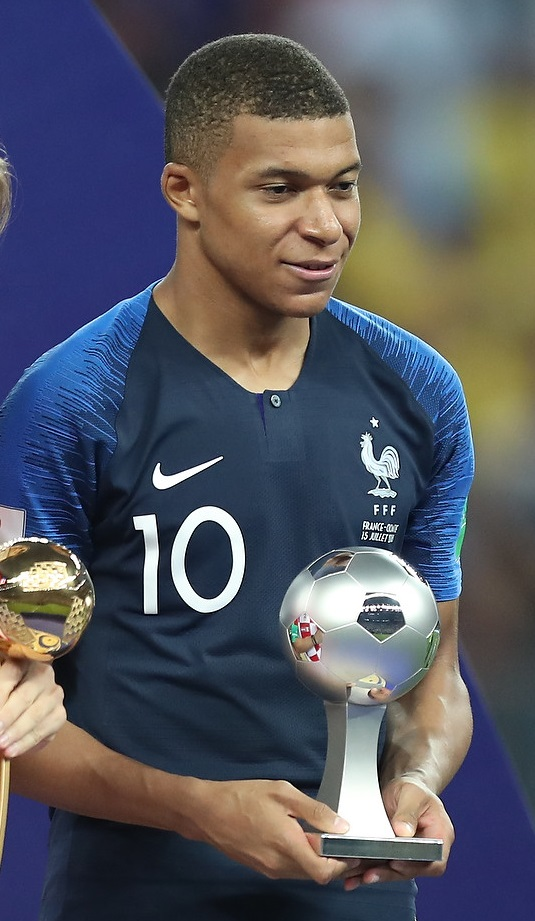
Kylian Mbappé, ici avec son trophée du meilleur jeune joueur de cette Coupe du monde, auteur d'un doublé face à l'Argentine qui qualifiera la France en quarts de finale, à seulement 19 ans.

Sous la direction méthodique de l'entraîneur Didier Deschamps, l'équipe de France de football évolue avec détermination jusqu'à la finale. Depuis leur dernière victoire prestigieuse en 1998 face au grand Brésil et leur défaite en finale de 2006 contre l'Italie, les Bleus visent à retrouver leur gloire passée sur la scène mondiale du football.
Durant la phase de groupes, la France démontre une performance solide en remportant deux victoires contre l'Australie et le Pérou, et en concédant un match nul contre le Danemark. Cette série de résultats leur permet de se qualifier pour la phase à élimination directe avec une confiance renforcée.
En huitièmes de finale, l'équipe française se retrouve face au double champion du monde qu'est l'Argentine dans un affrontement palpitant. Malgré les défis rencontrés sur le terrain, les Bleus parviennent à s'imposer 4 buts à 3, avec des buts d'Antoine Griezmann, Benjamin Pavard et un doublé de Kylian Mbappé, alors âgé de 19 ans.
En quart de finale, la France fait preuve de détermination face à l'Uruguay, s'imposant avec un score de 2 buts à 0 grâce à des buts du défenseur Raphaël Varane et Antoine Griezmann. Cette victoire les propulse avec confiance vers les demi-finales, où ils affrontent l'équipe favorite de cette édition, la Belgique, qui sort d'une prestigieuse victoire en quart de finale 2 buts à 1 face au grand Brésil et d'une remarquable remontada face au Japon.
Dans une demi-finale tendue, chaque équipe cherchant à obtenir l'avantage, c'est finalement un but de Samuel Umtiti qui scelle la victoire pour les Bleus, les conduisant à leur troisième finale de Coupe du monde de leur histoire.

### Croatie

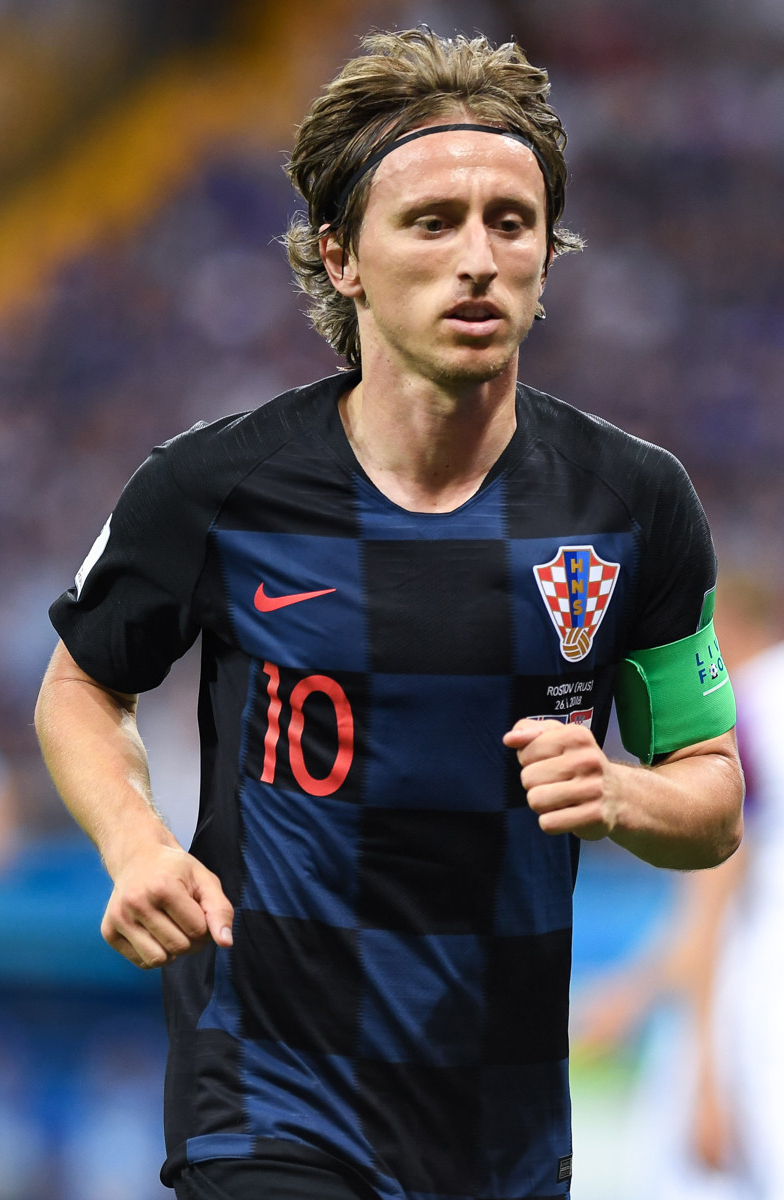
Luka Modrić, élu meilleur joueur de cette Coupe du monde et futur lauréat du Ballon d'or cette année-là.

Sous la direction de l'entraîneur Zlatko Dalić, l'équipe croate avance vers la finale de la Coupe du monde 2018. Leur parcours dans le tournoi est marqué par une série de performances solides et acharnées. Avant cette finale, la meilleure performance de l'équipe croate en Coupe du monde était une demi-finale en 1998, perdue face à la France, ce qui marque leur cinquième participation à la Coupe du monde en tant que pays indépendant, après leur indépendance de la Yougoslavie en 1991.
En phase de groupes, la Croatie débute en force en battant le Nigeria 2 buts à 0. Ils poursuivent sur leur lancée en écrasant l'Argentine 3 buts à 0, puis en battant de justesse l'Islande 2 buts à 1. Ces résultats leur permettent de terminer en tête de leur groupe avec confiance.
En huitièmes de finale, les Croates affrontent le Danemark dans un match intense. Malgré le but très rapide de Mathias Jørgensen dès la 1re minute de jeu, Mario Mandžukić égalise trois minutes après, dès la 4e minute, le match se termine par un 1 but partout à la fin du temps réglementaire et des prolongations. Lors de la séance de tirs au but, la Croatie émerge finalement victorieuse 3 tirs au but à 2.
En quart de finale, ils font face à la Russie dans un match serré, Russie qui présente un beau parcours surprenant, en atteignant pour la première fois les quarts de finale, après avoir battu l'Espagne aux tirs au but aux huitièmes de finale. Après un match tendu qui se termine par un score de 2 buts partout à la fin du temps réglementaire et des prolongations, la Croatie parvient à remporter la victoire aux tirs au but 4 tirs au but à 3, se qualifiant ainsi pour les demi-finales.
Dans un affrontement épique contre l'Angleterre en demi-finale, la Croatie fait face à un défi de taille. Après avoir concédé un but tôt dans le match par Kieran Trippier dès la 5e minute de jeu, ils parviennent à égaliser grâce à Ivan Perišić. Puis, dans la prolongation, Mario Mandžukić inscrit le but décisif, propulsant la Croatie vers leur première finale de Coupe du monde de leur histoire.

### Tableau
Note : dans les résultats ci-dessous, le score du finaliste est toujours donné en premier.
| Class. | Équipe    | Pts | J | G | N | P | BP | BC | +/- |
| ------ | --------- | --- | - | - | - | - | -- | -- | --- |
| 1      | France    | 7   | 3 | 2 | 1 | 0 | 3  | 1  | +2  |
| 2      | Danemark  | 5   | 3 | 1 | 2 | 0 | 2  | 1  | +1  |
| 3      | Pérou     | 3   | 3 | 1 | 0 | 2 | 2  | 2  | 0   |
| 4      | Australie | 1   | 3 | 0 | 1 | 2 | 2  | 5  | -3  |

| Class. | Équipe    | Pts | J | G | N | P | BP | BC | +/- |
| ------ | --------- | --- | - | - | - | - | -- | -- | --- |
| 1      | Croatie   | 9   | 3 | 3 | 0 | 0 | 7  | 1  | +6  |
| 2      | Argentine | 4   | 3 | 1 | 1 | 1 | 3  | 5  | -2  |
| 3      | Nigeria   | 3   | 3 | 1 | 0 | 2 | 3  | 4  | -1  |
| 4      | Islande   | 1   | 3 | 0 | 1 | 2 | 2  | 5  | -3  |

## Feuille de match
| Match 64 ; Finale                                                    | France | 4 - 2   | Croatie                                                | Stade Loujniki, Moscou                                                                             | |
| Dimanche 15 juillet 2018 · 18:00 (UTC+3) · Historique des rencontres | Mario Mandžukić 18e (csc) · Antoine Griezmann 38e (pen.) · Paul Pogba 59e · ( Lucas Hernandez) Kylian Mbappé 65e | (2 - 1) | 28e Ivan Perišić (Domagoj Vida ) · 69e Mario Mandžukić | Spectateurs : 78 011 Diffuseur : TF1 Arbitrage : Néstor Pitana Arbitre vidéo : Massimiliano Irrati | Spectateurs : 78 011 Diffuseur : TF1 Arbitrage : Néstor Pitana Arbitre vidéo : Massimiliano Irrati |
| Dimanche 15 juillet 2018 · 18:00 (UTC+3) · Historique des rencontres | Rapport |         |                                                        | Spectateurs : 78 011 Diffuseur : TF1 Arbitrage : Néstor Pitana Arbitre vidéo : Massimiliano Irrati | Spectateurs : 78 011 Diffuseur : TF1 Arbitrage : Néstor Pitana Arbitre vidéo : Massimiliano Irrati |

| France | Croatie |

| FRANCE :         |    |                   |     |     |
|                  |    |                   |     |     |
| Gardien de but   | 01 | Hugo Lloris       |     |     |
|                  | 02 | Benjamin Pavard   |     |     |
|                  | 04 | Raphaël Varane    |     |     |
|                  | 05 | Samuel Umtiti     |     |     |
|                  | 21 | Lucas Hernandez   | 41e |     |
|                  | 06 | Paul Pogba        |     |     |
|                  | 13 | N'Golo Kanté      | 27e | 55e |
|                  | 10 | Kylian Mbappé     |     |     |
|                  | 07 | Antoine Griezmann |     |     |
|                  | 14 | Blaise Matuidi    |     | 73e |
|                  | 09 | Olivier Giroud    |     | 81e |
| Remplaçants :    |    |                   |     |     |
|                  | 15 | Steven Nzonzi     |     | 55e |
|                  | 12 | Corentin Tolisso  |     | 73e |
|                  | 18 | Nabil Fekir       |     | 81e |
| Sélectionneur :  |    |                   |     |     |
| Didier Deschamps |    |                   |     |     |

| CROATIE :       |    |                  |       |     |
|                 |    |                  |       |     |
| Gardien de but  | 23 | Danijel Subašić  |       |     |
|                 | 02 | Šime Vrsaljko    | 90+2e |     |
|                 | 06 | Dejan Lovren     |       |     |
|                 | 21 | Domagoj Vida     |       |     |
|                 | 03 | Ivan Strinić     |       | 81e |
|                 | 07 | Ivan Rakitić     |       |     |
|                 | 11 | Marcelo Brozović |       |     |
|                 | 18 | Ante Rebić       |       | 71e |
|                 | 10 | Luka Modrić      |       |     |
|                 | 04 | Ivan Perišić     |       |     |
|                 | 17 | Mario Mandžukić  |       |     |
| Remplaçants :   |    |                  |       |     |
|                 | 9  | Andrej Kramarić  |       | 71e |
|                 | 20 | Marko Pjaca      |       | 81e |
| Sélectionneur : |    |                  |       |     |
| Zlatko Dalić    |    |                  |       |     |

| Assistants : Hernan Maidana Juan Belatti Quatrième arbitre : Björn Kuipers Cinquième arbitre : Erwin Zeinstra Arbitre vidéo : Massimiliano Irrati Assistants arbitre vidéo : Carlos Astroza Mauro Vigliano Danny Makkelie Homme du Match : Antoine Griezmann |

## Le ballon
Le ballon pour cette finale est le Telstar Mechta (Mechta signifiant « rêves » ou « ambitions » en russe) fabriqué par Adidas. Il a la forme d'un icosaèdre tronqué composé de 12 panneaux pentagonaux rouges vif (différence avec les panneaux noirs de celui des phases de poule, ce nouveau design est inspiré par les couleurs du pays hôte) et 20 panneaux blancs hexagonaux.
Le nom du Telstar, ballon produit par l'entreprise pour la Coupe du monde 1970, provient de sa ressemblance au satellite Telstar 1 car il fut le premier ballon bicolore à arborer des panneaux noirs, conçus pour ressortir sur les postes de télévision en noir et blanc.

## Déroulement du match
« Mangés au milieu, transparents dans les duels, pauvres techniquement, incapables de se faire cinq passes », les Bleus souffrent en première période, face à des Croates à plus de 68 % de possession qui dictent le jeu, mais les joueurs de Didier Deschamps parviennent toutefois à atteindre la pause en menant 2-1 : le premier but est inscrit contre son camp par Mario Mandžukić qui dévie de la tête hors de portée de son gardien Danijel Subašić un coup franc tiré par Antoine Griezmann, le Croate devenant ainsi le premier joueur de l’histoire à marquer un but contre son camp en finale. Ivan Perišić égalise dix minutes plus tard après trois duels aériens remportés par les Croates dans la surface française : contrôle et frappe imparable. Mais une main du même Perišić pressé par Blaise Matuidi sur un corner tiré par Antoine Griezmann débouche sur un penalty après consultation de l'arbitrage vidéo, lequel est transformé à la 38e minute par le joueur de l'Atlético Madrid, le seul « tir cadré » des Bleus en première mi-temps.

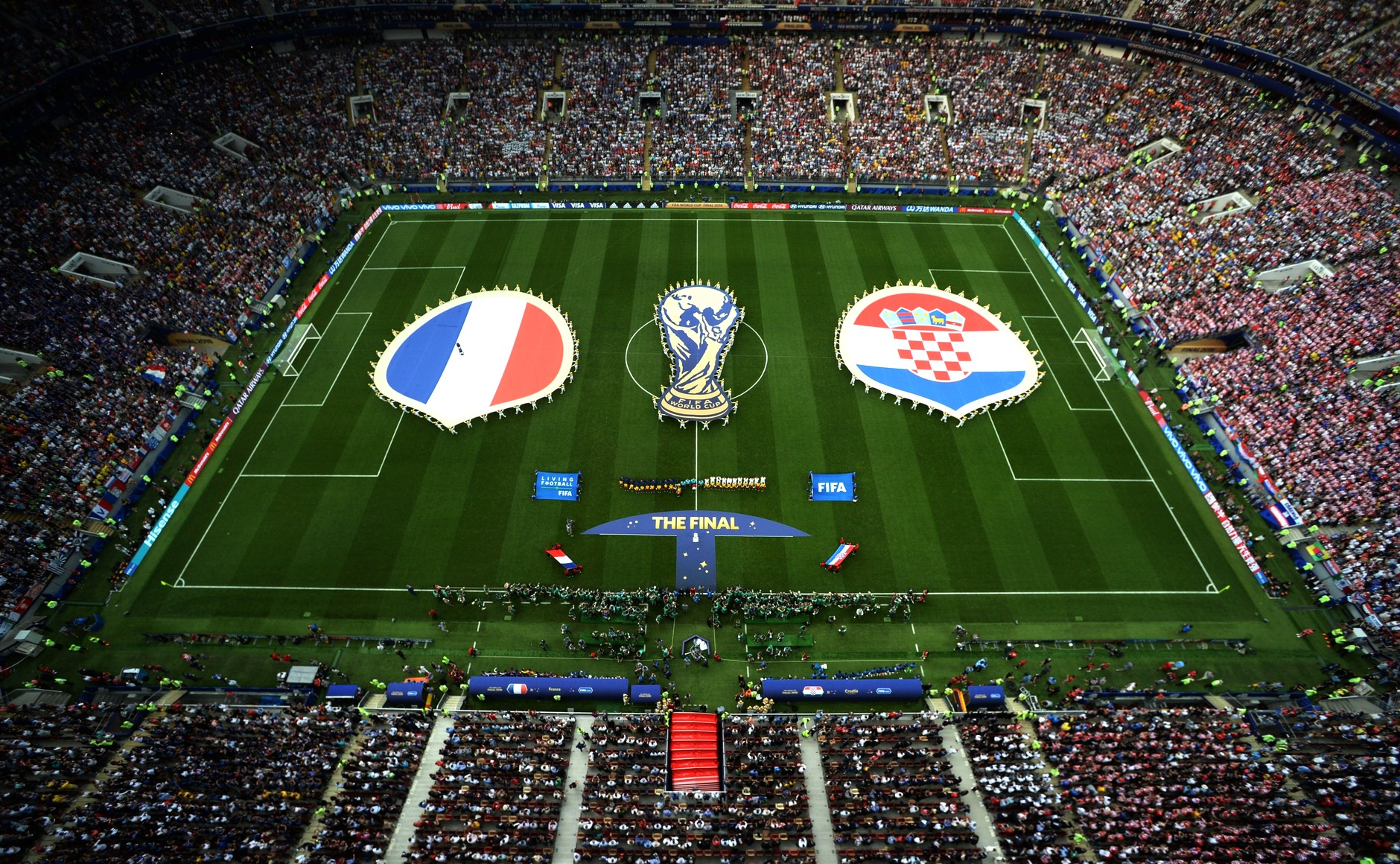
Moment des hymnes des deux équipes dans le Stade Loujniki.

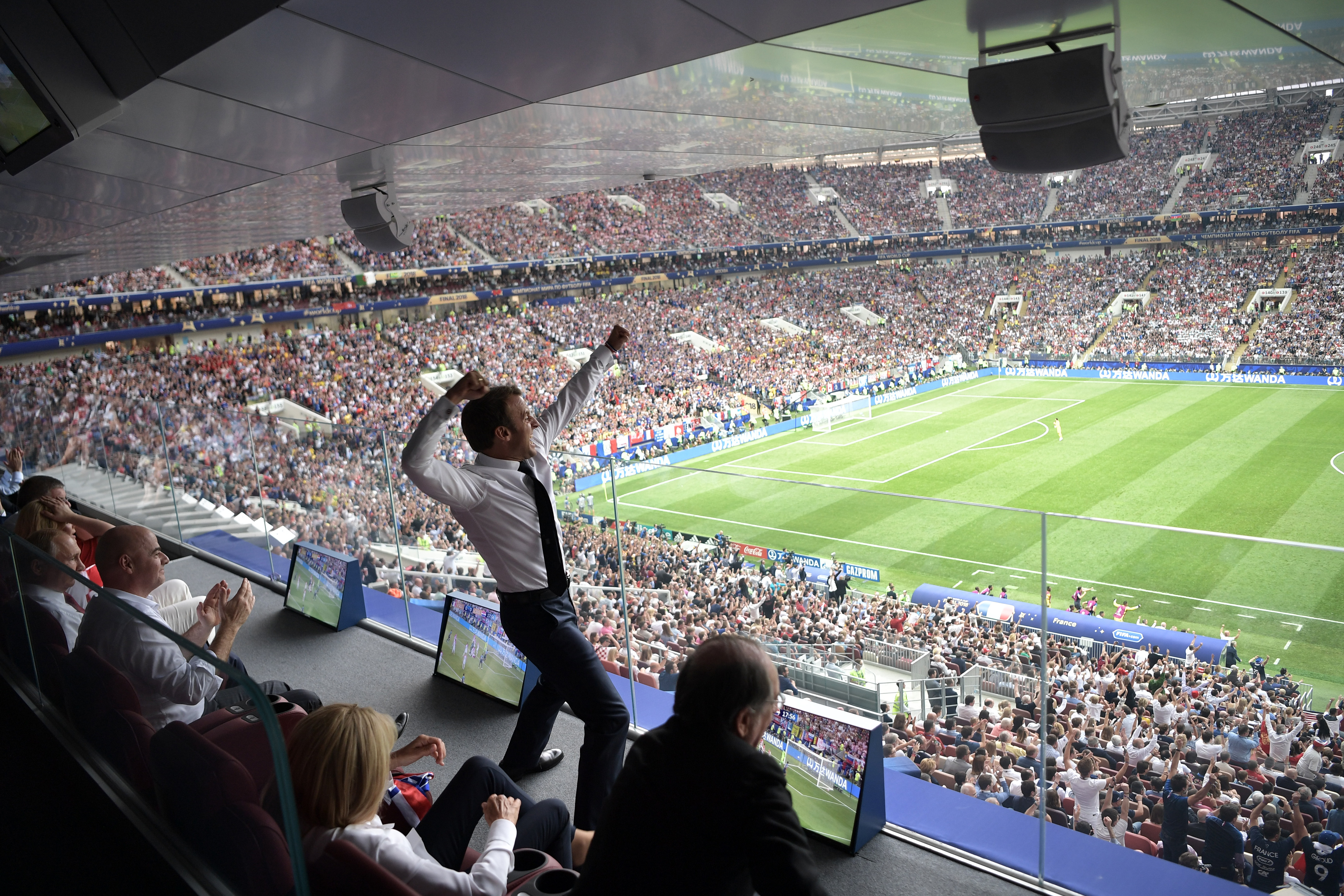
Le président français Emmanuel Macron crie avec euphorie après un but de la France.

Au début de la seconde mi-temps, Hugo Lloris est mis à contribution et dès la 47e minute, le capitaine des Bleus sort d'une claquette une frappe d'Ante Rebić qui avait réussi à entrer dans la surface à la suite d'un service d'Ivan Rakitić. Quatre membres des Pussy Riot font irruption sur le terrain quelques minutes plus tard et interrompent ainsi la rencontre pendant deux minutes. N'Golo Kanté, souffrant d'une gastro-entérite à l'origine de son manque de rendement habituel, est sorti à la 55e minute de jeu, remplacé par Steven Nzonzi.
En l'espace de six minutes, de la 59e à la 65e en deuxième période, le score bascule définitivement en faveur de la France : Paul Pogba est au départ (une longue ouverture sur Kylian Mbappé) et à l'arrivée du troisième but français après une remise de Griezmann : il s'y reprend à deux fois, tout d'abord avec un tir du pied droit contré, puis le ballon lui revenant dans les pieds, il bat Subašić d'une frappe sèche du pied gauche. Kylian Mbappé devient ensuite le plus jeune joueur après Pelé à marquer en finale de Coupe du monde après une phase de conservation du ballon aboutissant sur un débordement et un centre de Lucas Hernandez. Il contrôle le ballon devant la surface aux 25 mètres et marque au ras du poteau du pied droit pour porter le score à 4-1. Les deux derniers buts français, sont, depuis la rencontre madrilène du 11 juillet 1982 opposant l'Italie à l'Allemagne et le tir de Marco Tardelli à la 69e, les premières réalisations à l'occasion d'une finale marquées depuis l'extérieur de la surface de réparation (la pénultième finale lors de laquelle des buts furent inscrits hors de cette zone fut celle de 1970 à Mexico par les biais successifs de l'Italien Roberto Boninsegna et du Brésilien Gérson). Enfin, une erreur de Hugo Lloris sur une passe en retrait de Samuel Umtiti, le capitaine français tentant de crocheter devant Mario Mandžukić accouru à sa rencontre, aboutit à la réduction du score pour la Croatie. Le match s'achève à 4-2. La France est la première équipe à gagner la finale en marquant quatre buts, depuis le Brésil en 1970 et remporte sa deuxième étoile vingt ans après la première pour rejoindre l'Argentine et l'Uruguay, alors que trois joueurs de la finale sont honorés : Antoine Griezmann est désigné homme du match, Luka Modrić est le meilleur joueur de la Coupe du monde, et Kylian Mbappé le meilleur jeune. Quant à Didier Deschamps, il devient le troisième homme après Mário Zagallo et Franz Beckenbauer à gagner le trophée planétaire comme joueur puis comme sélectionneur.
|                      | France | Croatie |
| Possession du ballon | 39 %   | 61 %    |
| Passes               | 269    | 548     |
| Tirs cadrés          | 6      | 3       |
| Tirs non cadrés      | 1      | 8       |
| Arrêts du gardien    | 1      | 4       |
| Corners obtenus      | 2      | 6       |
| Coups francs         | 14     | 15      |
| Hors-jeu             | 1      | 1       |
| Fautes commises      | 14     | 13      |
| Cartons jaunes       | 2      | 1       |
| Cartons rouges       | 0      | 0       |

## Après-match

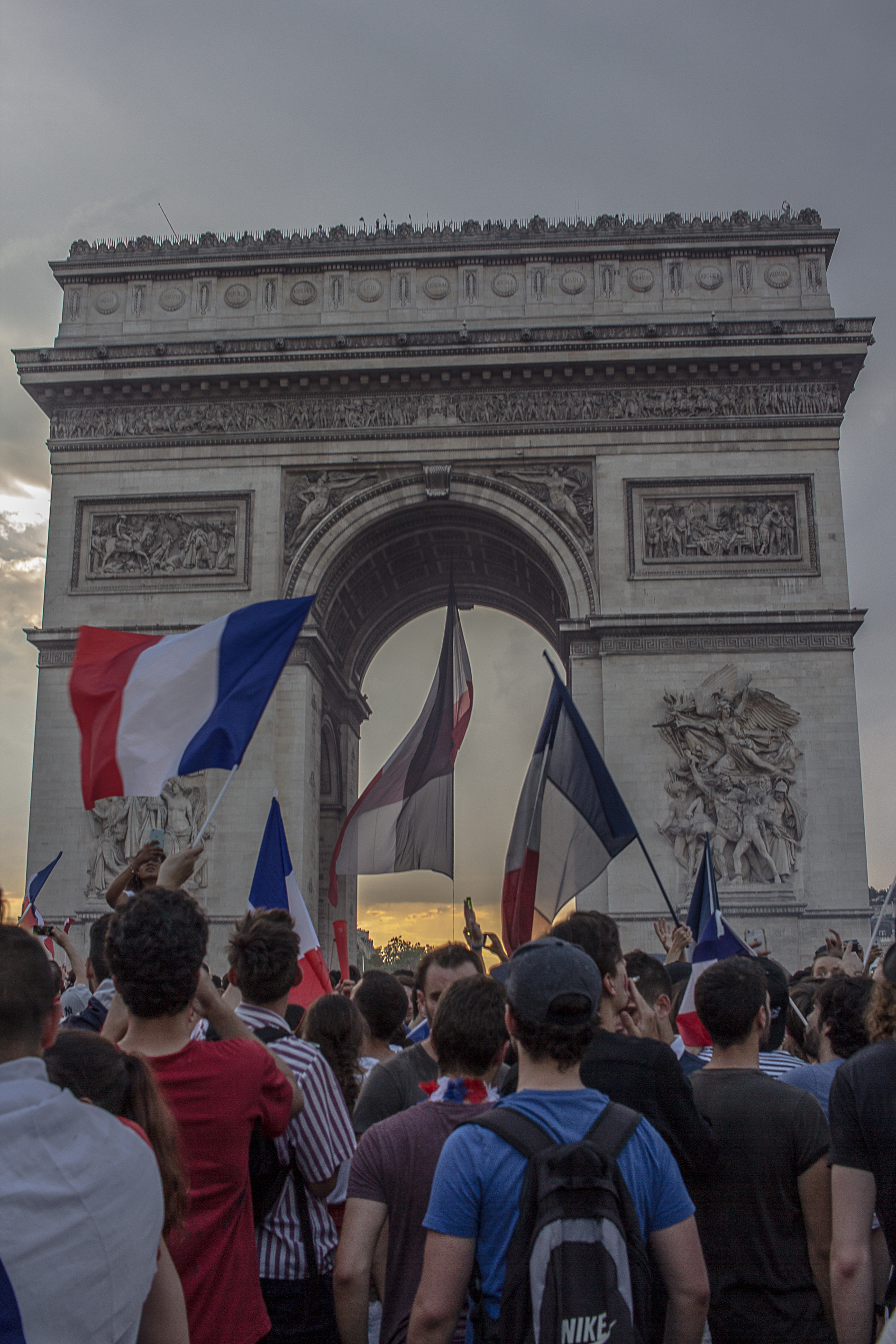
Foule en liesse devant l'arc de triomphe après la victoire des Bleus.

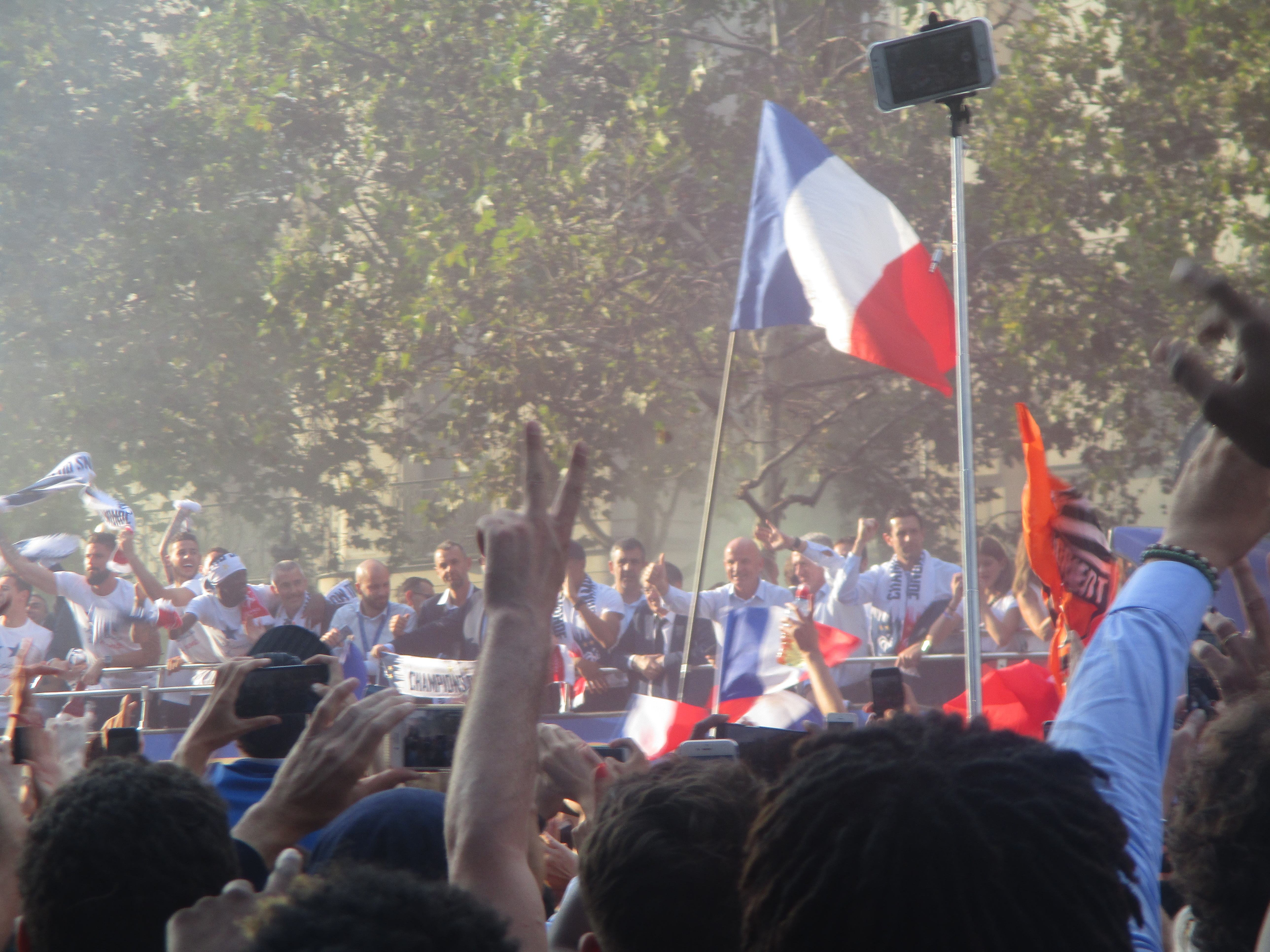
Les bleus victorieux descendent les Champs-Élysées.

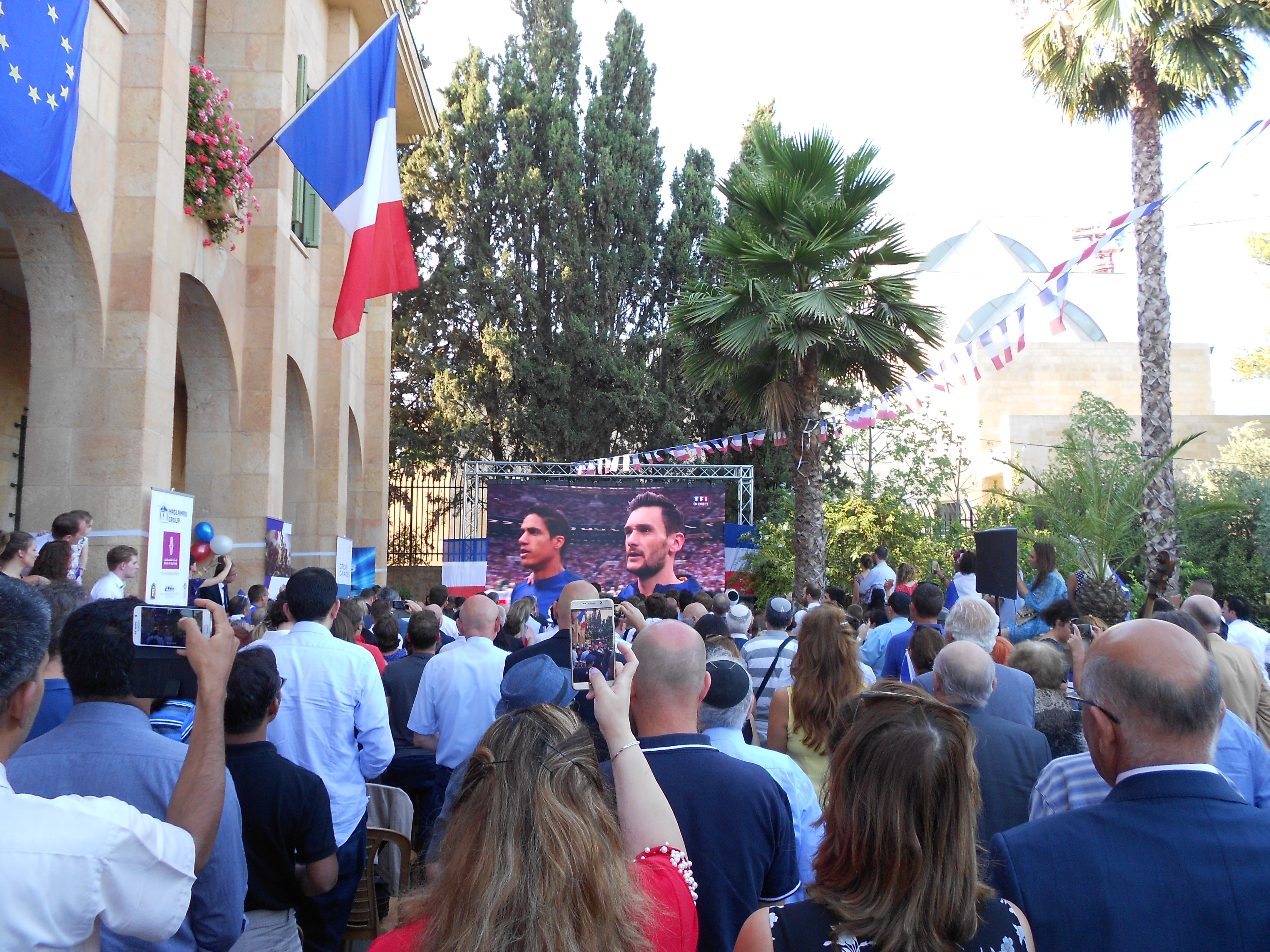
Retransmission télévisée de la finale au Consulat général de France à Jérusalem

Cette rencontre a vu six buts, soit la finale de coupe du monde la plus prolifique depuis 1966 (même score de 4-2 pour l'Angleterre contre l'Allemagne après prolongation). C'est le plus grand nombre de buts marqués dans le temps réglementaire après la finale de la Coupe du monde de football de 1958 (5-2 pour le Brésil contre la Suède). Les Bleus sont la première équipe à marquer quatre buts en finale d'une Coupe du monde depuis la finale du Brésil contre l'Italie en 1970 (4-1). La France affiche la plus faible possession pour une équipe en finale d'une Coupe du monde (39 %) depuis que le statisticien Opta analyse la compétition (1996). Seul le Brésil en 1970 (25 ans et 9 mois) a remporté une Coupe du monde avec une moyenne d'âge plus jeune que celle de la France lors de cette édition (25 ans et 10 mois) — en prenant en compte seulement les joueurs qui ont disputé au moins une rencontre.
La France devient la sixième nation à remporter plusieurs fois cette coupe après le Brésil (5 fois), l'Allemagne (4), l'Italie (4), l'Argentine (2) et l'Uruguay (2).
La France s'est adjugé son quatrième tournoi majeur après l'Euro 1984, la Coupe du monde 1998 et l'Euro 2000. Seules les équipes d'Allemagne (7) et d'Italie (6) font mieux parmi les nations européennes. Egalement finaliste de la Coupe du monde 2006 et de l'Euro 2016, la France est alors la seule équipe à avoir disputé trois finales de Coupe du monde et à en avoir gagné deux sur les six dernières éditions, mais également cinq finales majeures en vingt ans (Euro, Mondial) pour trois victoires.
Didier Deschamps est le troisième homme à être sacré champion du monde en tant que joueur et sélectionneur, après le Brésilien Mario Zagallo et l'Allemand Franz Beckenbauer, et le seul Français à avoir gagné deux fois la Coupe du monde.
Après la remise du trophée, les Français sont rejoints dans leur vestiaire par Emmanuel Macron, accompagné de ses homologues russe et croate Vladimir Poutine et Kolinda Grabar-Kitarović qui les félicite. Les joueurs chahutent la conférence de presse de leur entraîneur Deschamps en l'arrosant et chantant à sa gloire.
De nombreux incidents (échauffourées, casses, pillages de magasins) ont lieu dans plusieurs villes françaises (en particulier à Paris, Lyon ou Marseille) en marge des rassemblements festifs célébrant la victoire des Bleus, notamment aux abords des 230 fan-zones. Quarante-cinq policiers et gendarmes ont été blessés et 292 personnes ont été placées en garde à vue,. En outre, de nombreuses femmes assurent avoir été agressées sexuellement. Cette soirée est également endeuillée par deux accidents mortels, le premier à Annecy où une personne a sauté dans le Thiou trop peu rempli et dans l'Oise où un homme qui faisait la fête dans sa voiture a percuté un platane.
Le 16 juillet 2018, un water salute accueille l'avion des Français à l'aéroport Roissy-Charles-de-Gaulle. Les Bleus paradent ensuite sur l'avenue des Champs-Élysées dans un bus à impériale, devant près de 300 000 personnes. À la différence de 1998, où le bus des Bleus avait évolué au milieu de la foule, celui des Bleus de 2018 descend l'avenue en 12 minutes dans un couloir protégé par une barrière appuyée sur des plots de béton. Cette séquence suscite une polémique et serait un fait de l'affaire Benalla, ce dernier étant chargé de la sécurité se trouvait dans le bus et aurait ordonné au chauffeur de descendre rapidement l'avenue.

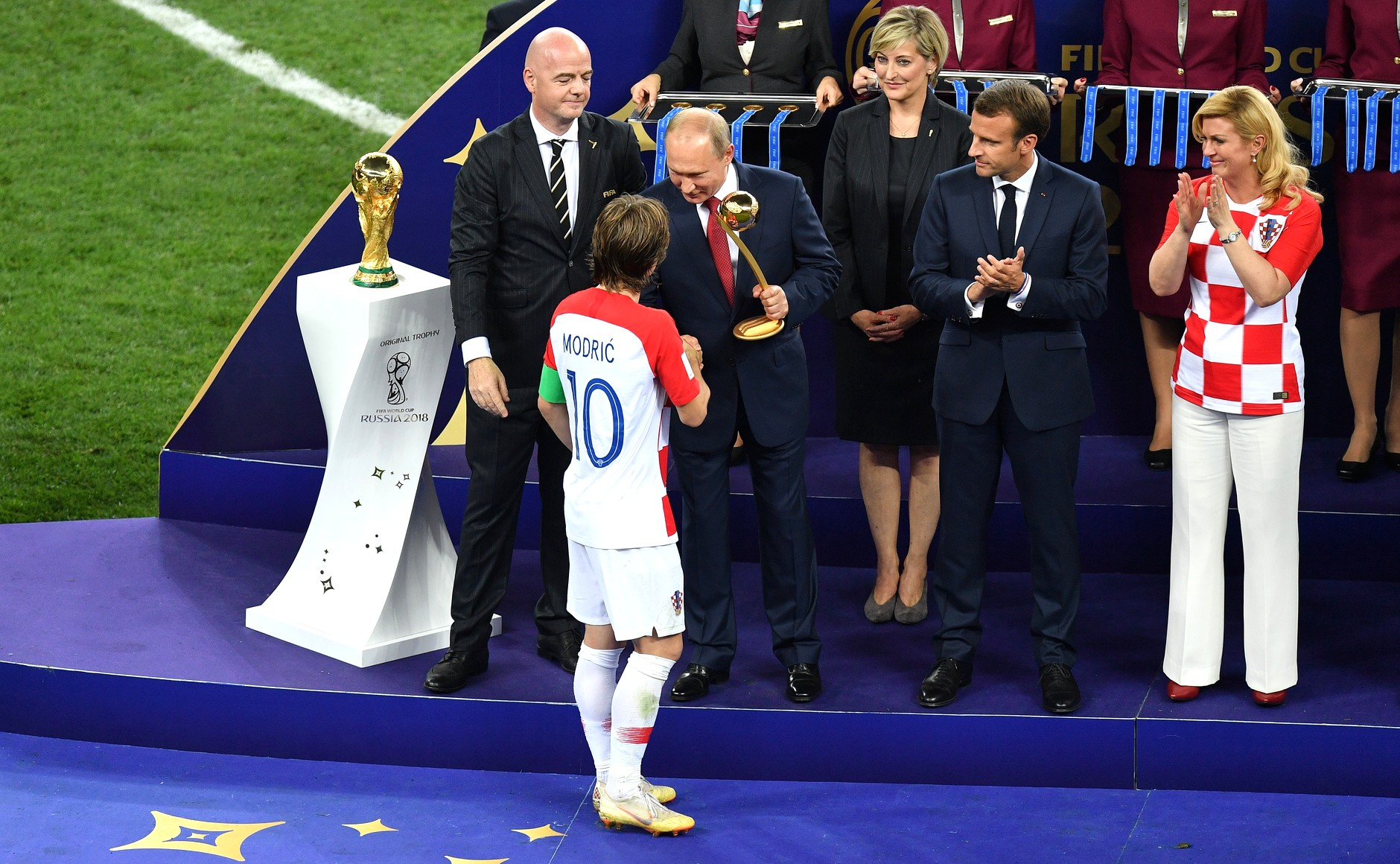
Le footballeur croate Luka Modrić reçoit le prix du meilleur joueur du tournoi des mains du président russe Vladimir Poutine.

2 000 membres des forces de l'ordre sont mobilisés pour la parade. Les sportifs publient en direct les vidéos de cette parade ou de l'ambiance dans le bus qu'ils filment avec leurs smartphones. Ils se rendent ensuite avec leur famille au palais de l'Élysée où ils sont reçus par le Président de la République Emmanuel Macron qui a également invité dans les jardins 3 000 personnes dont de nombreux jeunes de clubs de football. Ils recevront dans quelques mois la Légion d'honneur, comme les champions de 1998. Le 9 septembre, à l'occasion du match de la Ligue des nations de l'UEFA 2018-2019 contre les Pays-Bas (2-1), la Fédération Française de Football organise une cérémonie avec les Bleus et leur encadrement où ils sont fêtés par les 80 000 spectateurs, présentent le trophée et effectuent un tour d'honneur festif.

## Audience
Le 21 décembre 2018, la FIFA a annoncé que la finale de la Coupe du monde 2018 a été regardée en direct par 1,12 milliard de personnes dont 884,37 millions chez eux devant leur poste de télévision et 231,82 millions hors du domicile ou sur un support numérique (ordinateur, tablette, téléphone).
D'après Médiamétrie, le match a rassemblé 19,34 millions de téléspectateurs sur TF1, et 22,3 millions à la fin du match C'est la 9e meilleure audience pour une chaîne de la télévision française (le record est détenu par la demi-finale de la Coupe du monde 2006 entre la France et le Portugal) et la première de la Coupe du Monde (devant la demi-finale France-Belgique, 19,1 millions de téléspectateurs). Cependant, comme tous les chiffres d'audience publiés par l'organisme, ce score ne compte pas tous les gens ayant regardé le match en dehors de leur foyer — comme dans un bar ou dans une fan-zone — ni ceux l'ayant regardé sur un appareil autre qu'une télévision, comme un ordinateur, un smartphone ou une tablette. Une étude d'Omnicom Media Group affirme que 36,5 millions de français ont regardé la finale (soit plus de la moitié de la population française), quel que soit l'endroit ou la manière.
En Chine, la finale a été regardée par 56 millions de téléspectateurs et 21 millions en Allemagne.

## Effet Mondial?
Un « effet Mondial » a souvent été évoqué, notamment un impact positif sur l'économie de la France (dopage de la croissance, coup de fouet au moral des ménages). Toutes les études rétrospectives ont montré l'absence de « miracle économique » pour la finale de 1998 et attribuent même ce supposé effet économique à « une construction médiatique ». L'effet pour 2018 est encore nuancé, les plus optimistes calculant « qu'il va doper de 0,1 point le chiffre attendu par l'Insee pour 2018 (1,7 %) ».
L'impact sociologique de cet « effet Mondial » relève également du mythe, comme celui de 1998 sur la France « Black Blanc Beur » et les valeurs intégratrices du football. Selon Gilles Clavreul, « penser qu’une équipe de France diverse par ses origines va rendre la société plus harmonieuse et plus tolérante relève de la pensée magique » car le sport de haut niveau n’est pas représentatif de la société : « une équipe nationale, c’est la conjonction de talents individuels hors normes, de parcours où la chance a sa part (…) et d’un système de formation, d’entraînement, de sélection et de compétition qui repose à la fois sur des acteurs publics, des clubs, des investisseurs, etc. ». Le professeur de philosophie Éric Deschavanne estime pour sa part que « l’équipe de France de foot est devenue un vecteur d’identification nationale, et qu’elle représente en conséquence un symbole de la communauté nationale ».